# Ingolfiella littoralis
Ingolfiella littoralis is een vlokreeftensoort uit de familie van de Ingolfiellidae. De wetenschappelijke naam van de soort is voor het eerst geldig gepubliceerd in 1903 door Hansen.